# Operazione Tiger (1944)

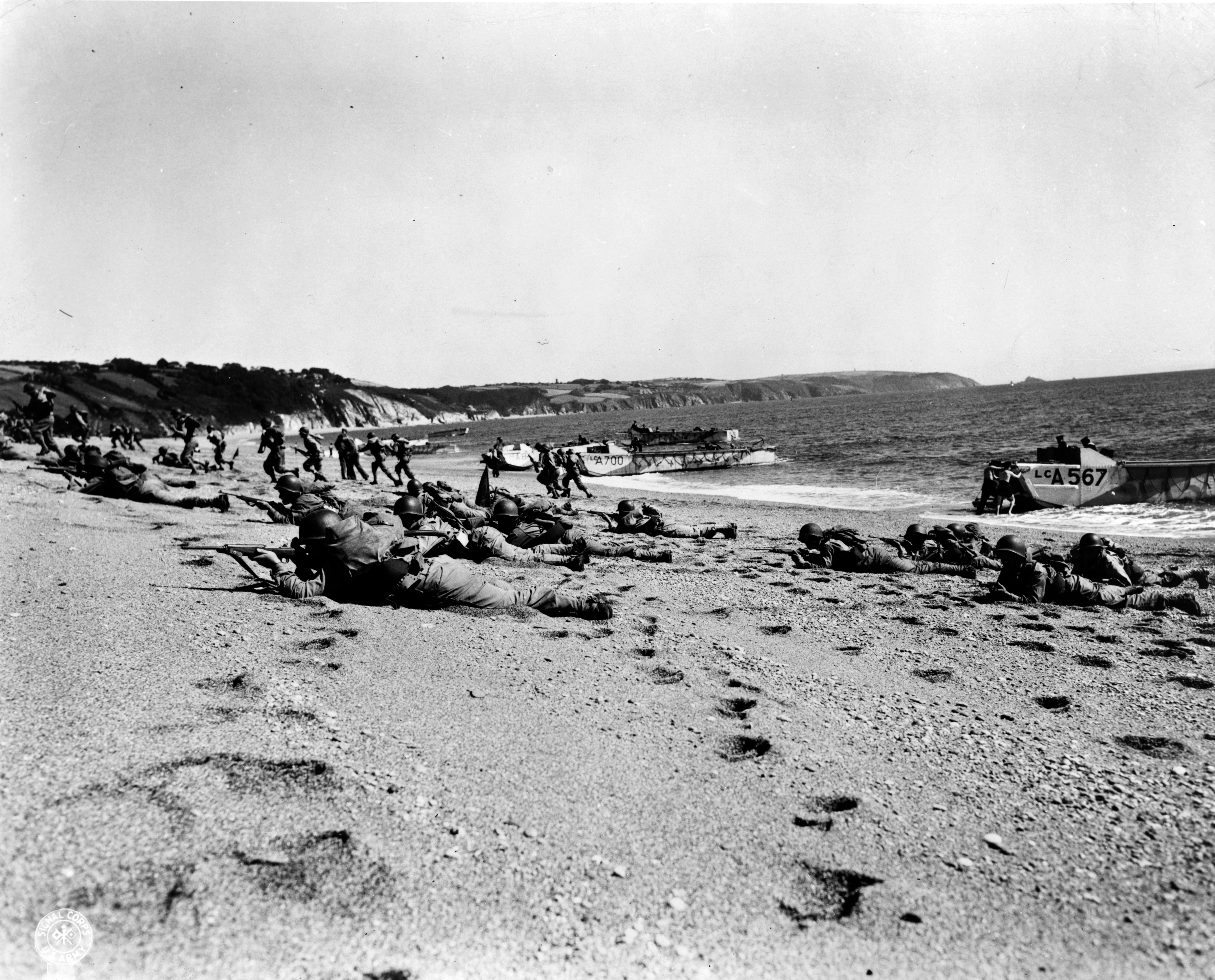
Truppe alleate che sbarcano sulle Slapton Sands in Inghilterra per esercitarsi per l'invasione della Normandia

L'operazione Tiger era il nome in codice di una grande esercitazione per il D-Day in Normandia; ha avuto luogo presso la spiaggia di Slapton nel Devon. Problemi di coordinamento e di comunicazione hanno causato vittime da fuoco amico durante l'esercitazione e l'attacco di una flottiglia di S-Boot (motosilurante) della Kriegsmarine ad un convoglio di mezzi da sbarco ha aggravato il bilancio delle vittime, portandolo ad una cifra stimata di 946 militari americani. A causa dell'imminente invasione, l'incidente è stato tenuto sotto il più stretto riserbo ed è stato solo divulgato in seguito. L'esercitazione Tiger è rimasta "dimenticata" fino alle ricerche, negli anni settanta, di un appassionato del luogo.

## Operazioni

### Prove di sbarco
Alla fine del 1943, come parte del preparativi per il D-day, il governo britannico istituì un campo di addestramento presso la spiaggia di Slapton, Devon, da utilizzare per il gruppo "U", ovvero le forze americane che avevano il compito di sbarco su Utah Beach. La spiaggia fu scelta per la sua somiglianza a Utah Beach: una spiaggia di ghiaia, seguita da una striscia di terra e poi un lago. Circa 3.000 residenti locali nella zona di Slapton, ora South Hams del distretto di Devon, furono evacuati. Alcuni non avevano mai lasciato i loro villaggi prima di essere evacuati.
Le esercitazioni per lo sbarco iniziarono nel dicembre 1943. L'esercitazione Tiger era una delle esercitazioni più grandi che avvennero nel mese di aprile e maggio 1944. L'esercitazione doveva durare dal 22 aprile fino al 30 aprile 1944, e coprire tutti gli aspetti l'invasione, si concluse con uno sbarco sulla spiaggia a Slapton. A bordo di nove Landing Ship Tank (LST), i 30.000 soldati pronti per il loro sbarco, che comprendeva anche un'esercitazione di tiro.
A protezione per la zona di esercitazione era preposta la Royal Navy con due cacciatorpediniere, tre siluranti e due barche a motore pattugliavano l'ingresso alla baia di Lyme e una torpediniera osservavano la zona di Cherbourg dove avevano base le S-Boot della Kriegsmarine.
La prima fase dell'esercitazione si è focalizzata sullo smistamento e imbarco delle truppe e dei mezzi, e durò dal 22 fino al 25 aprile. La sera del 26 aprile la prima ondata di truppe d'assalto, imbarcate sui loro mezzi di trasporto, partirono. Il piano era quello di simulare la traversata de La Manica percorrendo un percorso indiretto attraverso la baia di Lyme, al fine di arrivare fuori Slapton alle prime luci dell'alba del 27 aprile.

### Vittime da fuoco amico
Il primo assalto per l'esercitazione ebbe luogo la mattina del 27 aprile, fu funestato da un episodio di fuoco amico. L'ora H fu fissata per 07:30, e doveva essere preceduta da una esercitazione di tiro reale per "acclimatare" le truppe ai luoghi, ai suoni e perfino agli odori di un bombardamento navale. Durante lo sbarco in sé, e per lo stesso motivo i proiettili dovevano essere sparati sopra le teste delle truppe in arrivo da forze a terra. Questo a seguito di un ordine del generale Dwight D. Eisenhower, il Comandante supremo alleato, che ritenne che gli uomini dovevano essere temprati da un'esposizione alle condizioni reali di una battaglia. L'incrociatore pesante britannico HMS Hawkins sparava sulla spiaggia con munizioni vere, da H-60 a H-30 (cioè dalle 6:30 alle 07:00) dando mezz'ora per ispezionare la spiaggia e per dichiararla sicura per l'eventuale sbarco.
Molte delle navi da sbarco quella mattina erano in ritardo, e l'ufficiale in carica, l'ammiraglio americano Don P. Moon, decise di ritardare l'ora H di 60 minuti, ovvero alle 8:30. Questo messaggio fu ricevuto da Hawkins, ma non da un certo numero di mezzi da sbarco, con il risultato che le truppe stavano sbarcando sulla spiaggia al tempo stesso il bombardamento era in corso. I marines britannici su di una nave registrarono nel loro diario di bordo che gli uomini venivano uccisi da fuoco amico.

## La battaglia della baia di Lyme

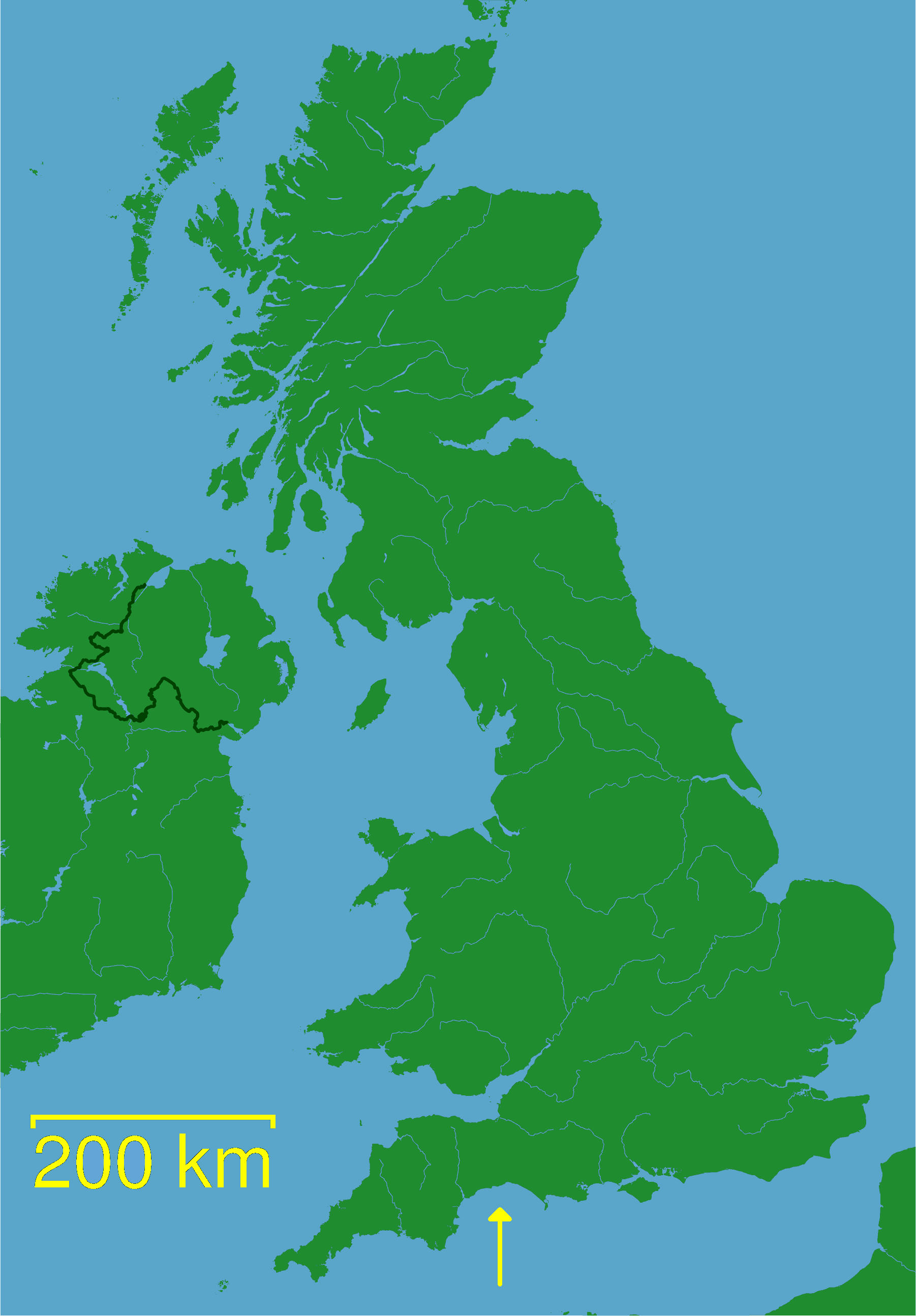
Luogo della battaglia

All'alba del giorno successivo, ovvero il 28 aprile 1944, dopo le prime prove con i relativi primi sbarchi, l'esercitazione fu compromessa quando un convoglio di truppe fu attaccato da nove S-Boot tedesche, sotto il comando del capitano di corvetta Bernd Klug.
Delle due navi assegnate per proteggere il convoglio, solo una era presente. La corvetta HMS Azalea, che stava conducendo le nove LST in linea retta, una formazione che in seguito ha attirato critiche in quanto presentava un facile bersaglio per le S-Boot tedesche. La seconda nave che avrebbe dovuto essere presente, il cacciatorpediniere HMS Scimitar risalente alla prima guerra mondiale, era entrato in collisione con un LST, subendo danni strutturali che lo costrinsero a lasciare il convoglio per essere riparato a Plymouth. Poiché gli LST ed i comandi navali britannici operavano su frequenze diverse, le forze americane rimasero all'oscuro della mancanza della scorta.
Quando le altre navi inglesi avvistarono le S-Boot appena dopo il tramonto e riferirono alla corvetta Azalea, ma il suo comandante non informò il convoglio LST, presumendo, erroneamente, che tale informazione fosse già stata comunicata. Le batterie costiere britanniche in difesa porto di Salcombe avevano visto le sagome delle S-Boot, ma avevano ricevuto ordine di non sparare per non rivelare ai Tedeschi che Salcombe era difesa in forze.
Le S-Boot avevano lasciato Cherbourg la sera precedente e non incontrarono le linee di pattuglia alleate al largo di Cherbourg o nel canale. Individuarono il convoglio (il convoglio "T-4"), otto LST che trasportano veicoli e truppe del genio, appartenenti alla 1st Engineer Special Brigade con un'unica corvetta di scorta.

### Perdite a seguito della battaglia
La battaglia causò 946 morti e circa 200 soldati feriti, delle 8 LST, 2 furono affondate e altrettante danneggiate mentre, quanto ai Tedeschi, nessuna delle loro 9 S-Boot fu danneggiata. In particolare:
- LST-289 si incendiò, ma alla fine riuscì a tornare a riva con una perdita di 13 uomini della Marina;
- LST-507 fu silurato e affondato con una perdita di 424 personale tra esercito e marina americana;
- LST-511 fu danneggiato da fuoco amico;
- LST-531 affondò dopo sei minuti dall'essere silurato con la perdita di 303 uomini dell'Esercito e 108 uomini della Marina.

Le rimanenti navi e la loro scorta risposero al fuoco delle S-Boot, le quali si sganciarono. In totale, 749 militari dell'Esercito e della Marina degli Stati Uniti furono uccisi e molti militari annegarono nel mare freddo mentre attendevano di essere salvati.

## Conseguenze
Come risultato si ebbe un imbarazzo ufficiale oltre alle preoccupazioni per eventuali perdite poco prima della vera e propria invasione; tutti i sopravvissuti dovettero giurare ai loro superiori di mantenere il segreto. Dieci ufficiali coinvolti nell'esercitazione che avevano un livello elevato di accesso ai piani per il D-Day avrebbero potuto compromettere lo sbarco se fossero catturati vivi. Di conseguenza, furono attivamente cercati, fino a che non vennero trovati tutti i corpi. Ci sono poche informazioni rimaste su esattamente come i singoli soldati e marinai sono morti.
Diversi cambiamenti furono apportati in base agli errori commessi durante l'esercitazione Tiger:
- le frequenze radio furono standardizzate;
- migliori giubbotti di salvataggio per le truppe da sbarco;
- nuovi progetti di piccole imbarcazioni per raccogliere i naufraghi durante lo sbarco del D-Day.

Le statistiche delle vittime per l'esercitazione Tiger non furono rese note fino all'agosto del 1944 cumulate al numero delle vittime del reale sbarco del D-Day.
Esiste poca documentazione sulla storia ufficiale su questa tragedia. Alcuni commentatori hanno definito un insabbiamento, ma la segretezza critica iniziale sull'operazione Tiger era tale da non poter essere svelata. Ken Small nel suo libro The Forgotten Dead - Why 946 American Servicemen Died Off The Coast Of Devon In 1944 - And The Man Who Discovered Their True Story, dichiara che l'evento "non è mai stato coperto, ma è stato 'convenientemente dimenticato'". Charles B. MacDonald, autore ed ex vice capo storico presso il Centro dell'esercito americano di storia militare, fa notare che l'incidente è stato segnalato in un comunicato stampa diffuso dal quartier generale della Supreme, Allied Expeditionary Force, ed è apparso nel numero di luglio di Stars and Stripes.
Inoltre, la storia è stata dettagliata in almeno tre libri, alla fine della guerra, tra cui il capitano Harry C. Butcher nel suo  My Three Years With Eisenhower (1946), e in diverse pubblicazioni e gli interventi negli anni successivi. MacDonald ipotizza che il comunicato stampa sia stato in gran parte inosservato in luce degli eventi più grandi che stavano accadendo al momento, la battaglia per la Francia durante l'estate del 1944. Harison e Samuel Eliot Morison si sono occupati di tale storia.

### Memoriale per le vittime

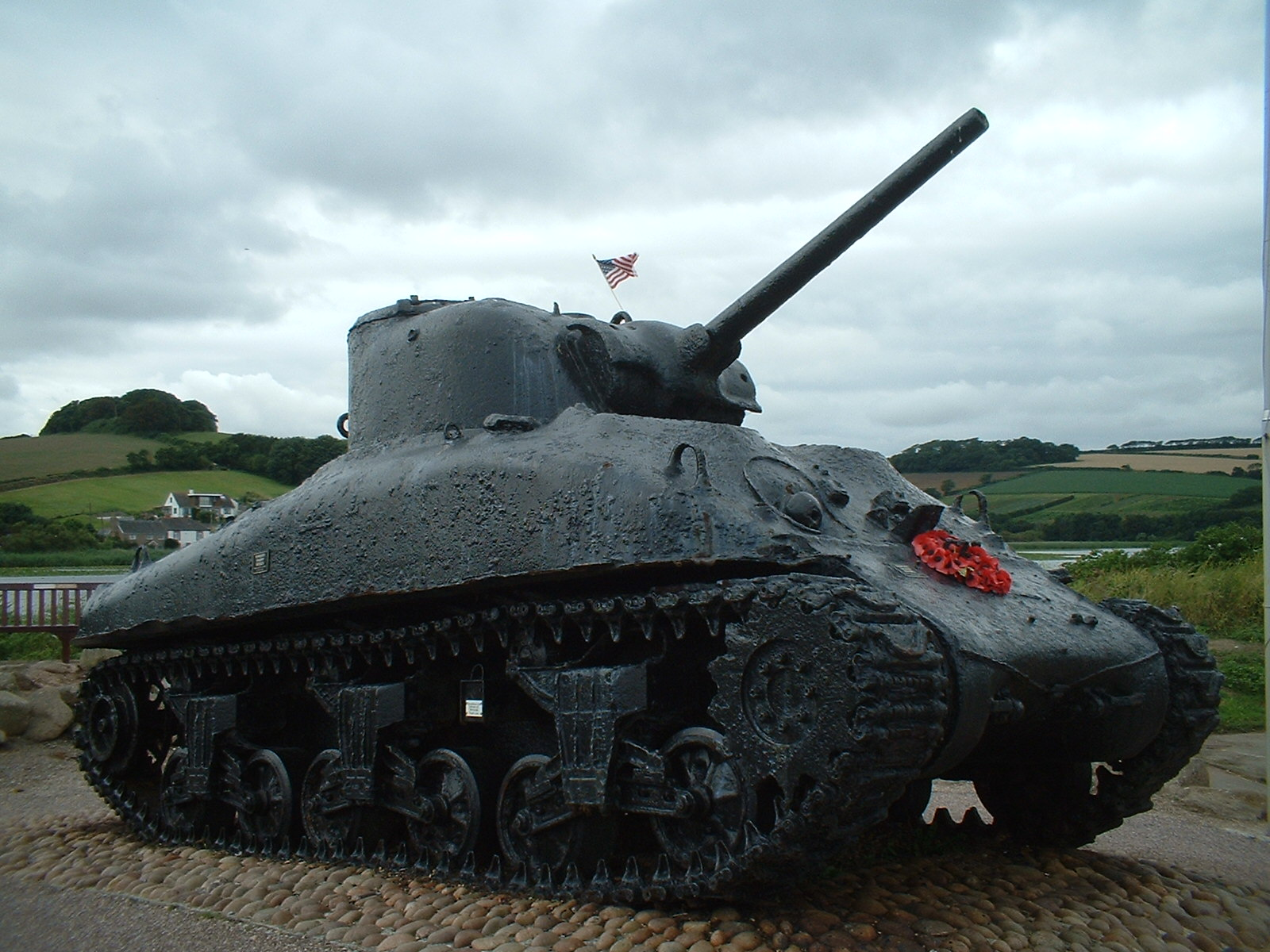
Un carro armato Sherman DD posto a memoriale a Torcross

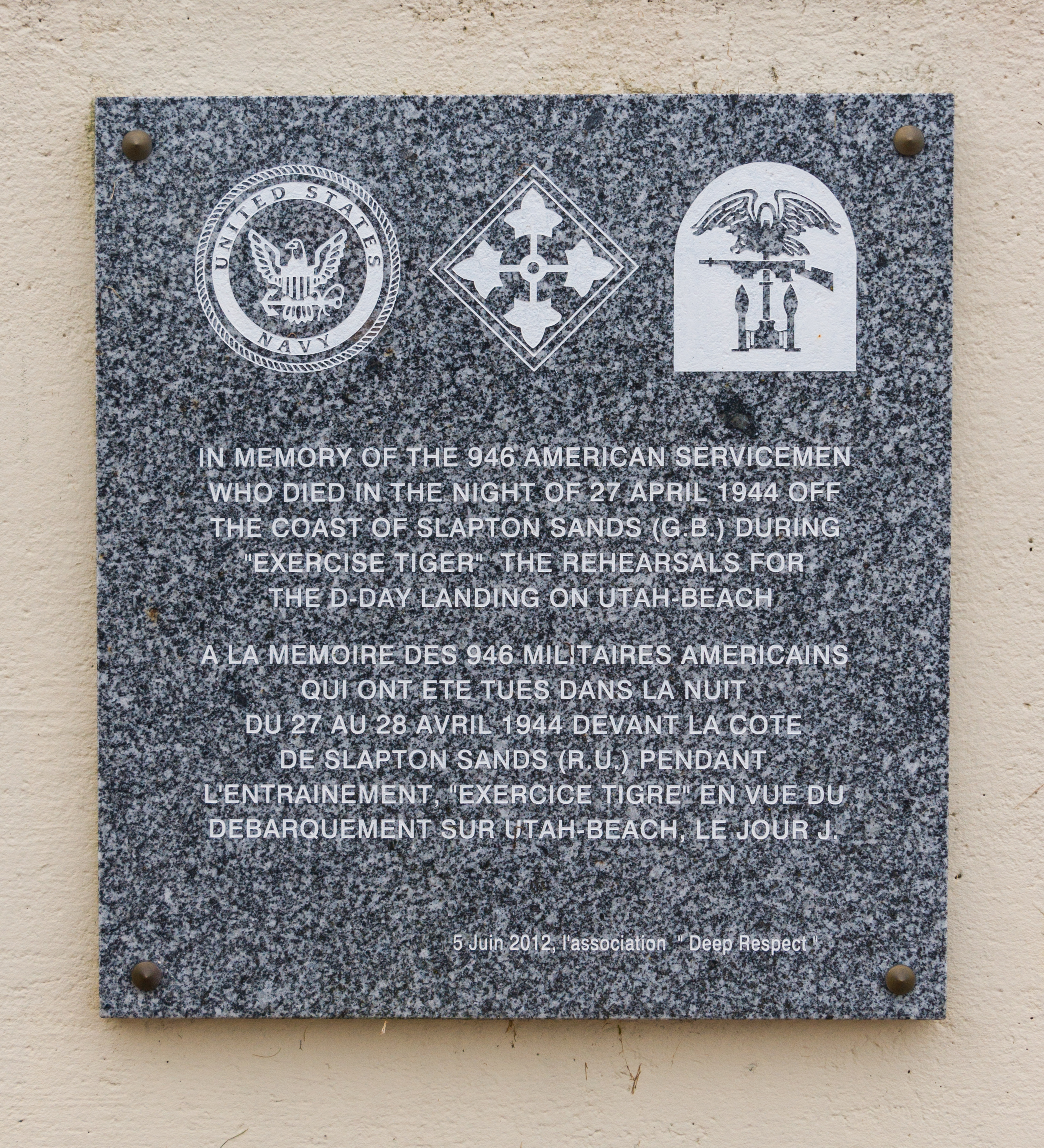
La lapide posta in memoria dell'esercitazione Tiger, affissa su di un bunker sito in Utah Beach, Normandia

Con poco o nessun sostegno da parte delle forze armate americane o inglesi per l'impresa di recuperare i resti o dedicare un memoriale per l'incidente, Devon e Ken Small si assunsero il compito di cercare prove per sostanziare l'evento, dopo aver scoperto alcuni resti nel 1970 sulla spiaggia dello sbarco.
Nel 1974, Small ha acquistato dal Governo degli Stati Uniti i diritti per recuperare un carro armato sommerso appartenente al 70th Armor Regiment, scoperto durante le sue ricerche. Nel 1984, con l'aiuto dei residenti locali e alcune imprese di immersione, hanno sollevato il carro armato, che ora si erge come un monumento per l'incidente. L'autorità locale ha fornito un plinto posto di fronte al mare per posizionarvi il carro armato, e ha eretto una lapide in memoria degli uomini uccisi. Ken Small documentò come gli abitanti dei villaggi limitrofi fornirono maggiore assistenza dei funzionari militari statunitensi o britannici.